# チママンダ・ンゴズィ・アディーチェ
チママンダ・ンゴズィ・アディーチェ（-・ンゴジ・アディチェ、Chimamanda Ngozi Adichie  発音、女性、1977年9月15日 - ）は、ナイジェリア・イボ民族出身の作家。

## 私生活と学歴
アディーチェは1977年、ナイジェリア南部エヌグで、ナイジェリア大学の統計学教授であった父と大学職員の母のもとに6人の兄弟姉妹の5人目として生まれ、ナイジェリア大学のある大学町スッカで育つ。ナイジェリア大学のセカンダリースクールで中等教育を修了した後、ナイジェリア大学で1年半の間医学と薬学を学び、19歳で奨学金を得て渡米。フィラデルフィアのドレクセル大学に入学したが、コネチカット州コヴェントリーで医院を開いていた姉のウチェの近くに住むため、すぐに東コネチカット大学に転校した。大学でコミュニケーション学と政治学を学ぶかたわら、創作活動を開始。2003年にジョンズ・ホプキンズ大学のクリエイティブ・ライティングコースで修士号を取得した。同大学からは2016年に名誉学位（Doctor of Humane letters, honoris causa）を授与されている。さらに2017年にはハバフォード大学とエディンバラ大学から、2018年にはアマースト大学から、2019年にはスイスのフリブール大学からも、名誉学位を授与された。イェール大学でアフリカ学を学び、2008年に二つ目の修士号を取得している。
2016年7月に『フィナンシャル・タイムズ』に掲載されたインタビューで、アディーチェは娘が生まれたことを明らかにしている。

## 作家としての経歴
アディーチェが最初に影響を受けたのは、10歳でチヌア・アチェベの小説『崩れゆく絆』を読んだときだったという。また、ナイジェリア文学の先駆者としてブチ・エメチェタの名前を挙げており、2017年の彼の死に際してSNSに次のように投稿した。「ブチ・エメチェタ。あなたが最初に話したからこそ、私たちは話すことができるのです。あなたの勇気に感謝します。あなたの芸術に感謝します。Nodu na ndokwa」。
1997年に詩集（Decisions）を、1998年には戯曲（For Love of Biafra）を出版した。短編小説「My Mother, the Crazy African」は、アディーチェが大学4年生でコネチカット州に住んでいた時期のもので、人が互いに正反対の2つの文化に直面したときに生じる問題、性別の役割や伝統、それらの相違によって起こりうる問題を深く掘り下げている。
2002年には、短編「You in America」（邦題「アメリカにいる、きみ」、同名の短編集に収録）でケイン賞の最終選考に残り、短編「That Harmattan Morning」が2002年BBCワールド・サービス短編賞の共同受賞作に選ばれた。 2003年には「アメリカ大使館」でオー・ヘンリー賞を受賞。その後も数々の賞にノミネートされる。
初長編『パープル・ハイビスカス』（2003年）はオレンジ賞（2004年）の最終選考に残ったほか、コモンウェルス初小説賞を受賞した。なお、この作品はチヌア・アチェベの『崩れゆく絆』のタイトルを少し変形した引用で始まっている。
2007年にはビアフラ戦争を背景にしたラブストーリーである2作目の長編『半分のぼった黄色い太陽』（2006年）でオレンジ賞（フィクション部門）を、史上最年少で受賞。2020年11月には、一般投票により、同賞の25年の歴史における小説部門受賞作の中で最も優れた作品に選ばれる。同作はアニスフィールド・ウルフ図書賞も受賞したほか、ビイ・バンデレ監督によって同名で映画化され、2014年に公開された。BAFTA賞受賞者でアカデミー賞にもノミネートされたキウェテル・イジョフォーと、同じくBAFTA賞受賞者のタンディ・ニュートンが出演している。
短編「シーリング」は、2011年版の「The Best American Short Stories」に収録された。
2013年にはアメリカ、アフリカ、ヨーロッパの三大陸を背景に展開される長編『アメリカーナ』で全米批評家協会賞小説部門を受賞。 同作は『ニューヨーク・タイムズ』紙の「The 10 Best Books of 2013」に選ばれたほか、2017年3月「One Book, One New York」プログラムの勝者に選ばれた。これは、市民全員に同じ本を読むことを奨励するコミュニティ・リーディング・イニシアティブとして毎年行われているイベントである。
2017年3月に出版された『イジェアウェレへ フェミニスト宣言、15の提案』は、娘をフェミニストとして育てる方法についてアドバイスを求めてきた友人にアディーチェが書いた手紙が元となっている。
著書以外では、2008年にTEDxトークイベントで行った「The Danger of a Single Story/シングルストーリーの危険性」で一躍脚光をあびる。2010年には、『ニューヨーカー』誌の「20 Under 40 Fiction Issue」の一人に選ばれた。2010年9月には、国際ペン東京大会の文学フォーラムのゲストとして招かれて初来日している。さらに2012年のTEDxトークイベント、We Should All Be Feminists（日本語訳『男も女もみんなフェミニストでなきゃ』）が動画で発表されるや、アクセス数がうなぎのぼりに増加。2016年秋にパリのプレタポルテ・コレクションで、クリスチャン・ディオール史上初の女性アーティスト・ディレクター、マリア・グラツィア・キウリによって取り上げられたり、歌手ビヨンセが自作曲*Flawless にこのスピーチの一部を音源として組み込んだりして、アディーチェのメッセージは世界に広まった。
現在は作品が30以上の言語に翻訳され、作家としてのみならず世界的なオピニオン・リーダーとして活躍している。また、活発な執筆活動の一方で、毎年、母国ナイジェリアで若い小説家を育てるワークショップを開いている。

## 著作

### 長編小説
- Purple Hibiscus （2003年）　『パープル・ハイビスカス（英語版）』、2003年、くぼたのぞみ訳、河出書房新社、2022年
- Half of a Yellow Sun （2006年）　『半分のぼった黄色い太陽（英語版）』2007年、くぼたのぞみ訳、河出書房新社、2010年
- Americanah （2013年）　『アメリカーナ（英語版）』、2013年、くぼたのぞみ訳、河出書房新社、2016年　河出文庫、2019年

### 短編小説
- 『アメリカにいる、きみ』くぼたのぞみ訳、河出書房新社、Modern&Classic、2007年（日本独自編集）
- The Thing Around Your Neck （2009年）　『なにかが首のまわりに（英語版）』、2009年、くぼたのぞみ訳、河出文庫、2019年
- 『明日は遠すぎて』くぼたのぞみ訳、河出書房新社、2012年（日本独自編集）

### その他
- We Should All Be Feminists （2014年） 『男も女もみんなフェミニストでなきゃ（英語版）』くぼたのぞみ訳、河出書房新社、2017年、ISBN	9784309207278　(We Should All Be Feminists, Forth Estate, 2014) - TEDxトークイベントでの講演を書籍化したもの[35]
- Dear Ijeawele, or A Feminist Manifesto in Fifteen Suggestions （2017年）　『イジェアウェレへ フェミニスト宣言、15の提案（英語版）』くぼたのぞみ訳、河出書房新社、2019年、ISBN  9784309207728 (Dear Ijeawele, or a Feminist Manifesto in Fifteen Suggestions, Fourth Estate,2018)

## 備考
読売新聞（2010年9月29日）に、インタビュー記事が掲載された。発言内容は以下のとおり。
- 「読者の心の中に、絵が浮かぶような作品を描きたい」
- 「興味があるのはありのままのアフリカ、生きているアフリカを書くこと」
- 「飢餓や貧困、エイズ。そんな型にはまったイメージを打ち破ることにもっと挑みたい」
- 「私の作品をマルチ・カルチュラル（多文化的）などと語る人は、白人でない女性の著者という点しか見てないと思う」